# Château de l'Engarran
Le château de l'Engarran est une folie montpelliéraine du XVIIIe siècle située route de Juvignac, à Lavérune, dans l'Hérault. Cet édifice est classé aux monuments historiques. Il appartient à la même famille depuis cinq générations et fait partie du domaine viticole du même nom en AOC Coteaux du Languedoc.
En tant que membre de cette famille, Florian Grill, homme d'affaires et président de la Fédération française de rugby, est l'un des copropriétaires du château.

## Histoire
L'histoire du château débute en 1632 lorsque Henri d'Engarran achète neuf hectares de vignobles situés autour d'une ancienne métairie.
En 1722, presque un siècle après la fondation du domaine, le propriétaire des lieux Jean Vassal entame la construction de la folie telle qu'elle est aujourd'hui. Le parc entourant la bâtisse prend progressivement forme tandis que le domaine s'agrandit sur près de 20 hectares.
Au cours du XIXe siècle, le vignoble continue de s'élargir et les exportations de vins produits sur place ne cessent de croître.
En 1926 le château est classé en tant que monument historique trois ans après sa reprise par la famille Bertrand/Grill qui, après le passage de plusieurs générations, demeure encore propriétaire des lieux aujourd'hui,.
En 2024, 60 hectares constituent le domaine où la tradition viticole perdure. Des visites du château ainsi que des dégustations de vins y sont organisées.

## Le château dans la culture

### Classement
L'ensemble comprenant le château de l'Engarran et son parc, avec la fontaine monumentale et les œuvres d'art qui le décorent, fait l’objet d’un classement au titre des monuments historiques depuis le 31 mai 1926.

### Cinéma
Le château sert de lieu de tournage au film Le Comte de Monte-Cristo (2024) où Pierre Niney incarne le rôle principal. Il représente la demeure des Morcerf.